# Publiseer
Publiseer es uno de los editores digitales independientes más grandes de África en función de la cantidad de creatividades en la plataforma. Publiseer ofrece un portal de autoedición que permite a los autores independientes y artistas musicales que viven en Nigeria, publicar y distribuir sus trabajos creativos en una variedad de tiendas de forma gratuita y tomar un recorte de los ingresos que se generan en esas tiendas.
Los fundadores crearon Publiseer después de vender su segunda compañía de inicio, con el objetivo de reducir los desafíos experimentados por los artistas y autores nigerianos al publicar sus trabajos creativos, como distribución y monetización, con el plan para desarrolladores que pronto se lanzará.
Publiseer resultó finalista en el 2018 New Venture Competition de Harvard Business School, un evento anual patrocinado por el HBS Rock Center for Entrepreneurship y Alumni Clubs & Associations.